# Jean Jégoudez

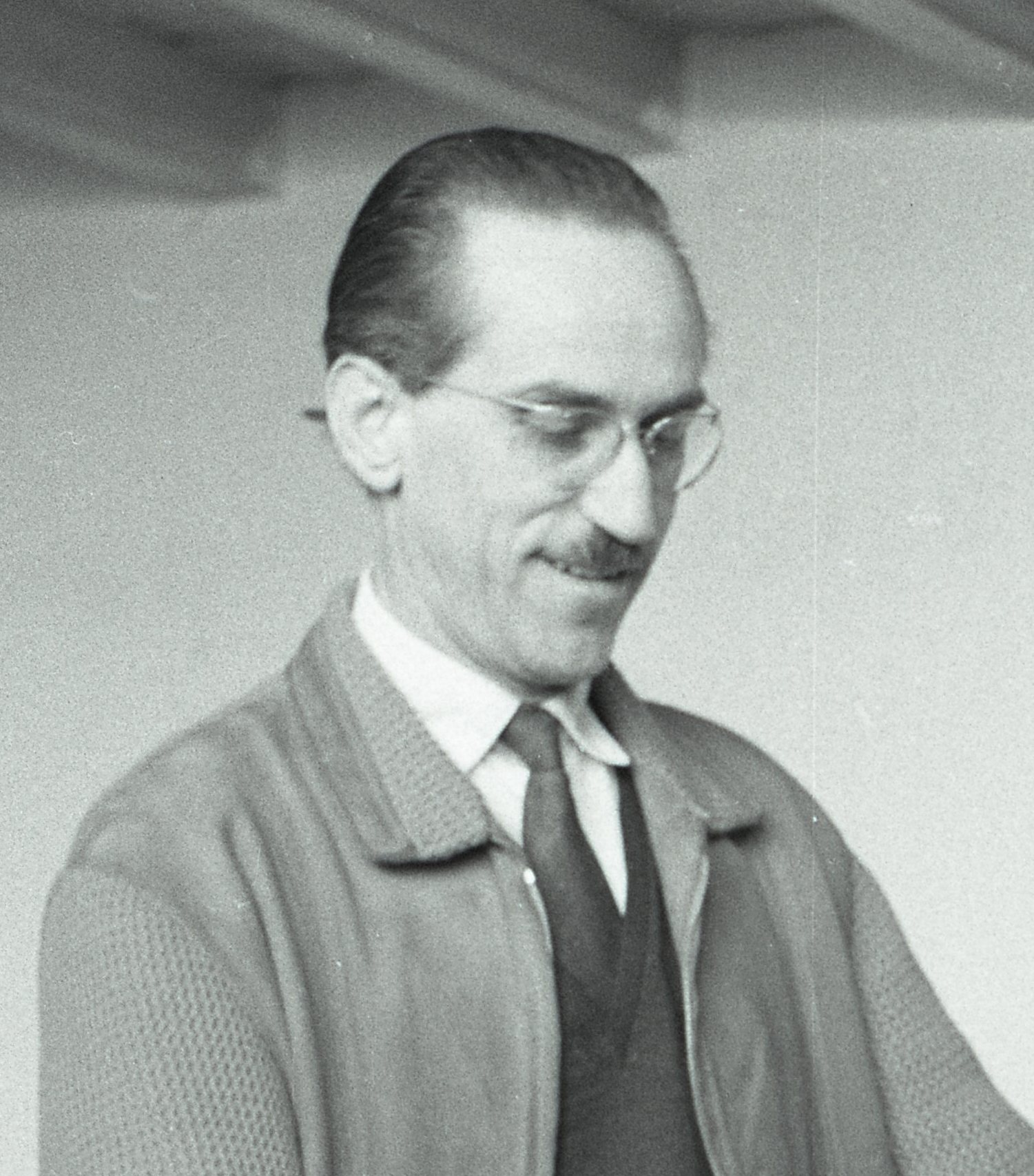
Jean Jégoudez (1960)

Jean Jégoudez (* 4. Juli 1915 in Paris; † 5. März 2007 in Grasse) war ein französischer Maler.

## Leben

### Jugend
Jean Jégoudez wuchs in einer Familie der Bourgeoisie auf. Schon der Großvater Léon, Steinmetz und Bildhauer aus der Bretagne stammend, hatte ein Stuckaturunternehmen gegründet. Zahlreiche Gebäude in Paris und Frankreich verdanken dem Familienunternehmen ihre Fassaden (die Hotels Claridge und Raphaël in Paris, Majestic in Nizza) oder ihre Innenausstattung (Villa Arnaga von Edmond Rostand im Baskenland). Der Vater von Jean Jégoudez absolvierte die École des Beaux-Arts und trat die Nachfolge an. Er selbst leitete die letzten Aufträge bis zur Einstellung des Unternehmens.
Von 1933 bis 1937 studierte er an der École nationale supérieure des arts décoratifs und leistete ab 1937 seinen Militärdienst, dem 1938/39 mehrere Wiedereinberufungen folgten. 1940 geriet er in deutsche Kriegsgefangenschaft in Provins, aber es gelang ihm kurz danach zu entkommen und Paris zu Fuß zu erreichen. All diese Erlebnisse hinterließen tiefe Spuren und machten ihn endgültig zum Antimilitaristen, ermöglichten ihm aber andererseits, die aufrichtige Kameradschaft junger Männer aus anderen sozialen und kulturellen Kreisen kennenzulernen. Was er während dieser Monate erlebte, kommt in seinen Zeichnungen zum Vorschein: flüchtig hingeworfene Gesichter, vervielfacht oder durch einen starken Schrägstrich getrennt.
Von der Militärregierung der französischen Besatzungszone berufen, hielt er sich mehrmals in Deutschland auf, um an der Herausgabe der Zeitschriften Verger und Die Quelle mitzuwirken.

### Künstlerische Reife

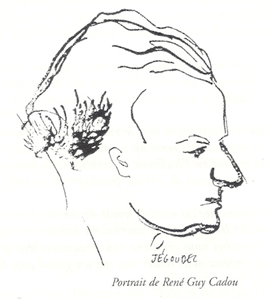
René Guy Cadous Porträt von Jean Jégoudez

Dem Kriegsende folgten zwei Jahrzehnte fruchtbaren Schaffens. Er schloss innige Freundschaft mit Dichtern wie René-Guy Cadou, Luc Bérimont, Jean Bouhier und anderen der École de Rochefort. Dichtung und Malerei vereinigten und ergänzten sich, was verschiedene Illustrationen bekunden, z. B. Balade de Hurlecoeur von Luc Bérimont (Hrsg. Cantzsche Verlagsanstalt Stuttgart).
Jean Jégoudez porträtierte René Guy Cadou und besuchte ihn kurz vor dessen frühem Tod. Diese letzte Begegnung, von der ein dem Maler gewidmetes Gedicht zeugt, erschütterte ihn tief. Er blieb dem Freund und seinem Werk immer verbunden.

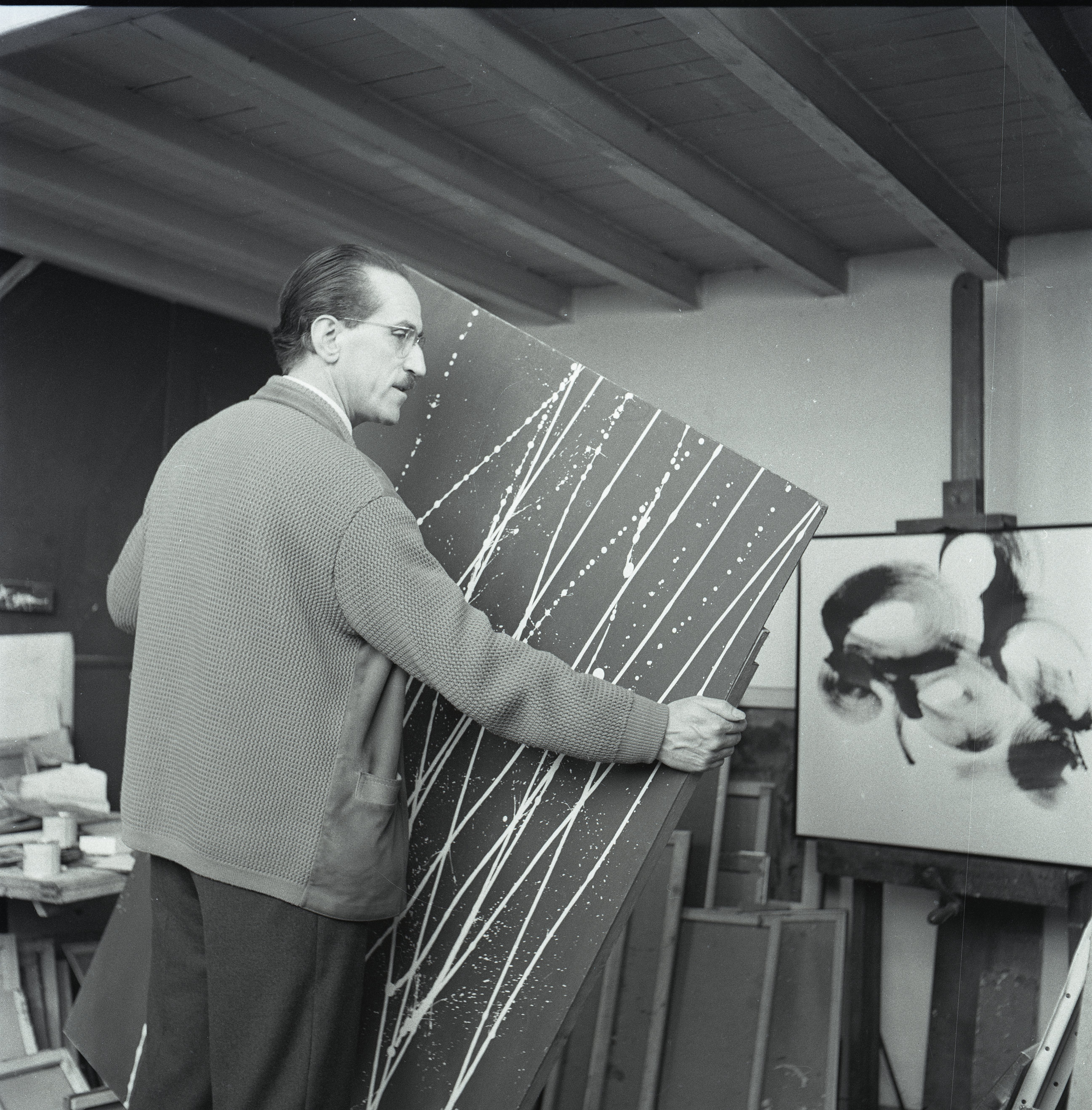
Jean Jégoudez in seinem Atelier in der Rue Notre-Dame-des-Champs

Er führte ein bescheidenes Leben in seinem Atelier in der Rue Notre-Dame-des-Champs, heiratete und 1951 kam eine Tochter zur Welt.
Die Natur, die wahre, freie, unbegrenzte Natur, die ihm in seiner Pariser Jugend so sehr fehlte – er konnte den Parc Monceau mit seinen gepflegten Alleen nicht ausstehen – inspirierte ihn sein Leben lang. Man nannte ihn „Freund der Bäume“. Er zeichnete zunächst Bäume mit Kohle oder Tusche, aber auch das Meer und seinen weiten Horizont mit wenigen Strichen. In seinen Landschaften tauchen weder Gesichter noch Gestalten auf. Die menschliche Anwesenheit wird nur angedeutet, sei es durch einen Giebel, ein halb vom Laubwerk verdecktes Dach oder ein Fenster, das die Landschaft umrahmt – Motive, von Pierre Bonnard beeinflusst, die er sehr schätzte.
Seine abstrakten Bilder sind eine kraftvolle, von Unruhe erfüllte Malerei aus zähflüssigem Öl, zerfurcht und geschwellt, in dunklen, auserlesenen Farben, hin und wieder mit weiß oder zinnoberrot erhellt.

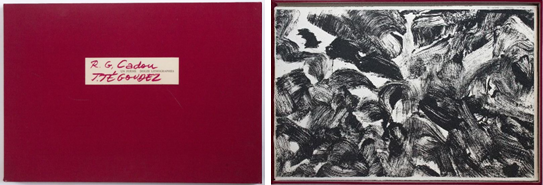
Lithographie von Jean Jégoudez

Jean Jégoudez stellte nur in Paris aus, in Galerien des Faubourg Saint-Honoré (Bing und André Hurtrez) oder Rive Gauche (Michel Warren und Rovier).
Unter der Leitung von Dominique de Roux arbeitete er an den ersten Nummern der Cahier de l’Herne mit und schlug vor, das erste Heft René Guy Cadou zu widmen, zu dessen 10. Todestag 1961. Es folgten 12 abstrakte Lithographien, die ein Gedicht von Cadou „Celui qui entre par hasard dans la demeure d’un poète“ schwarzweiß illustrieren.

### Die Wahl des Südens
Das strahlende Licht der Côte d’Azur, das den Zwanzigjährigen bezaubert hatte, ging ihm nicht aus dem Sinn. Ab 1960 hielt er sich mehrmals in der Gegend von Cannes auf. Schließlich machte er ein halbverfallenes Haus ausfindig, inmitten von Olivenbäumen, nahe bei Saint-Cézaire-sur-Siagne. Er kaufte und restaurierte es.
1966 entwarf er eine Wandmalerei für die naturwissenschaftliche Fakultät der Universität Nantes, ein formalgeometrisches, farbenfrohes Werk, im Gegensatz zu seinem bisherigen Schaffen. Es folgten andere Werke für Schulen.
Nach seiner Scheidung heiratete er 1967 eine Musikerin deutscher Herkunft. Noch vor der Geburt ihres Sohnes ließen sie sich endgültig im Süden nieder.
Jean Jégoudez reiste immer seltener nach Paris und verlor den Kontakt mit den dortigen Künstlerkreisen. Er malte und zeichnete jedoch unermüdlich in seinem Atelier, mit Blick auf einen nahezu naturbelassenen Garten. Er bevorzugte nun Gouache und Pastellkreiden, die subtile Farbnuancen ermöglichten.
Die bergige Landschaft, die Natur, mit der er in völligem Einklang lebte, waren eine unerschöpfliche Quelle der Eingebung. In seinen späten Zeichnungen erschien der einsame Baum wieder, aber auf eine ganz andere Weise. Er war nicht mehr der majestätische Baum auf einer ruhigen Wiese, wie zur Zeit seiner Jugend, sondern ein gekrümmter, nackter Stamm, auf die einfachste Form zurückgeführt. Er stellt die Natur im Kern ihres Wesens dar und dringt von nun an in einen geschlossenen Wohnraum ein. Der Baum wird allmählich zum Ebenbild des Menschen in der sinnenden Betrachtung des Malers, der, selten zu Erklärungen geneigt, in seinem Werk sein tiefstes Empfinden zum Ausdruck brachte.
Jean Jégoudez nahm ein anderes, ihn seit langem beherrschendes Motiv wieder auf: die Augen. Von den früheren Gesichtern blieben nur noch die Augen übrig, drohende, ironische oder schwermütige Augen, Augen eines traurigen Clowns. In seinen letzten Werken vereinte er eine Zeichnung mit einer kalligraphischen Zeile eines Gedichts, das die Wörter „Augen“, „Blick“ oder „sehen“ aufweist.
Kurz nach einer letzten Fahrt zu den blühenden Mimosen des Tanneronmassivs starb Jean Jégoudez am 5. März 2007 in Grasse.

## Galerie

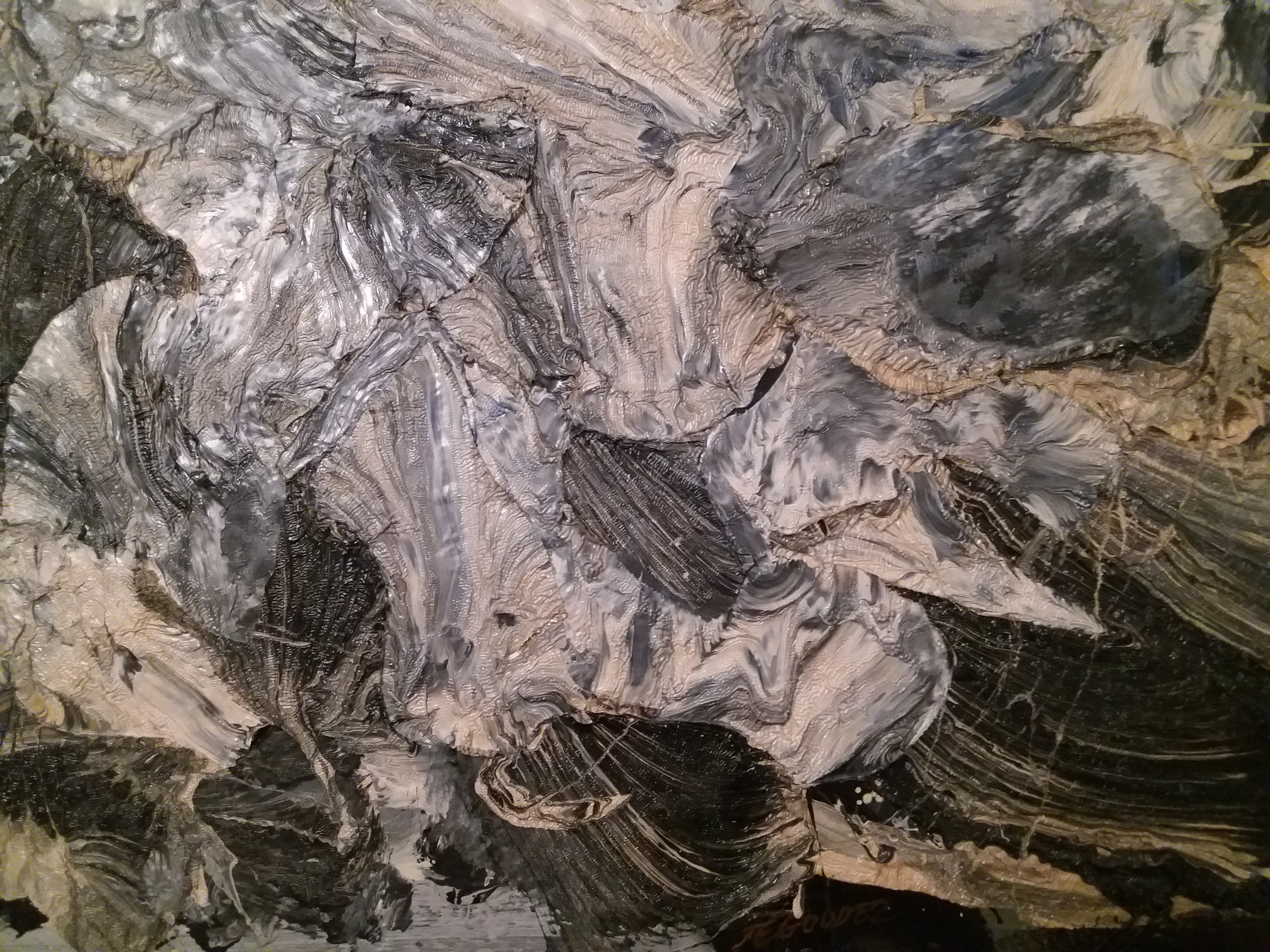
Gemälde, um 1950
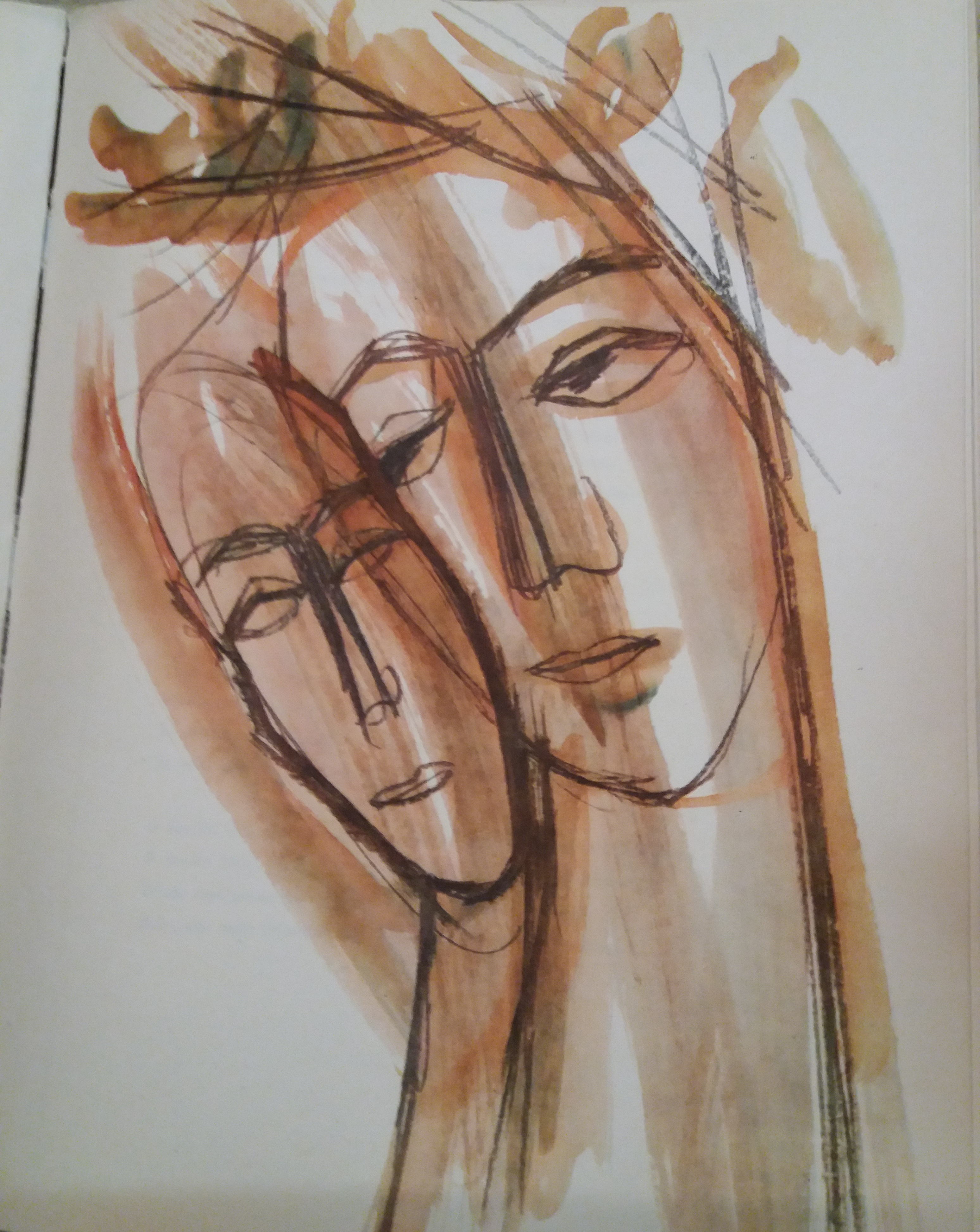
Paar, um 1950
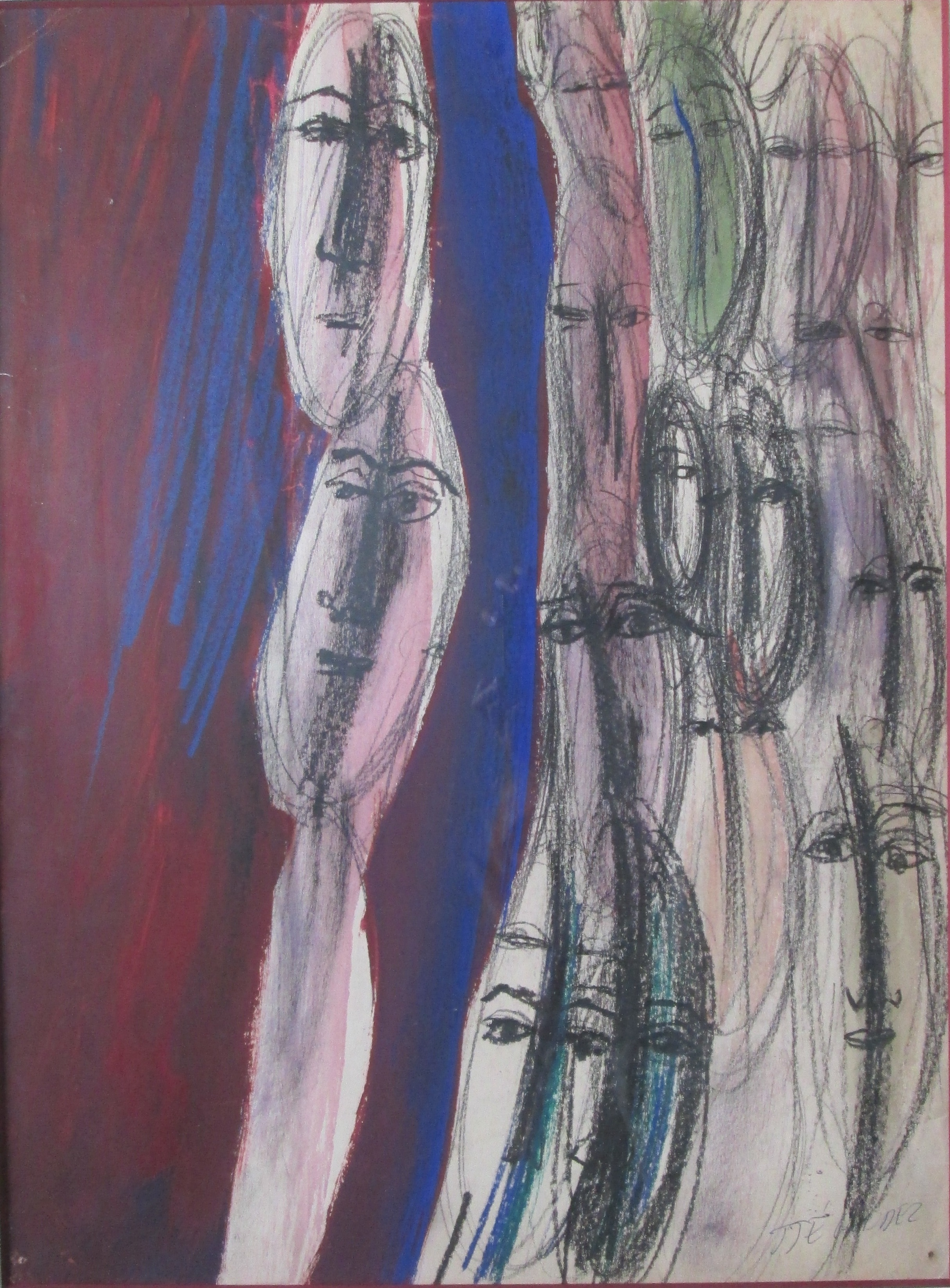
Anstarren, um 1950
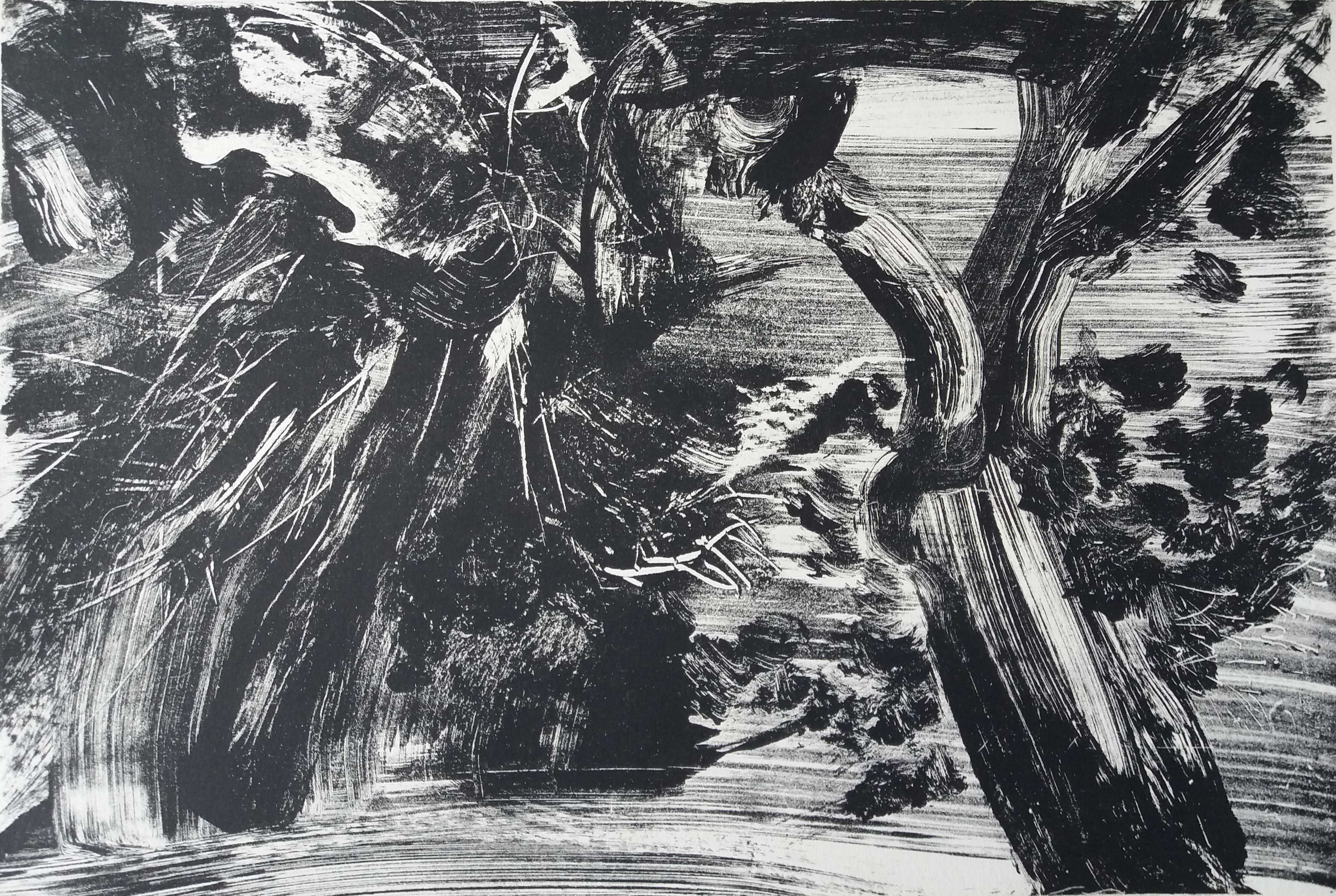
Lithographie, 1961
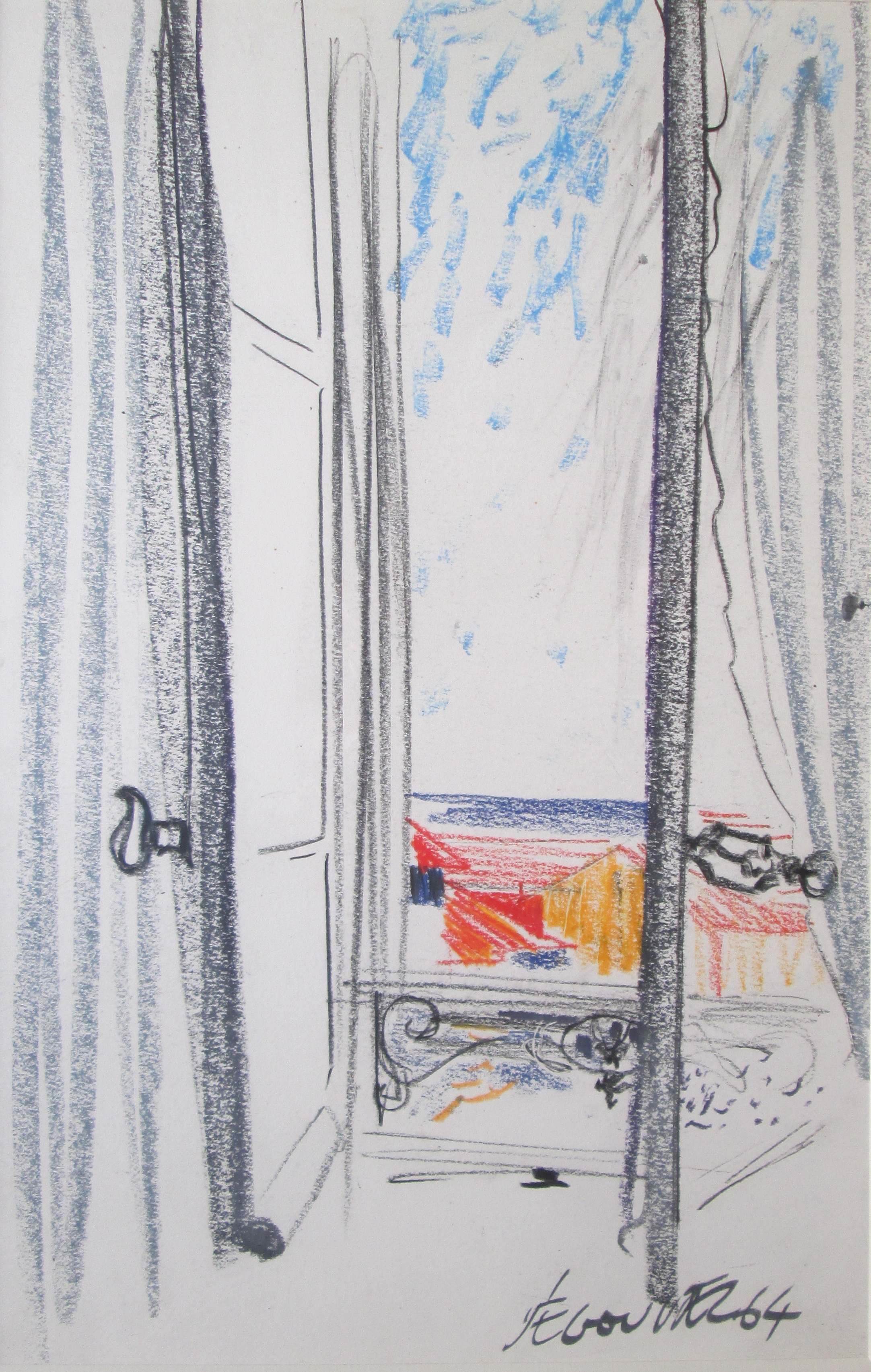
Meerblick, 1964
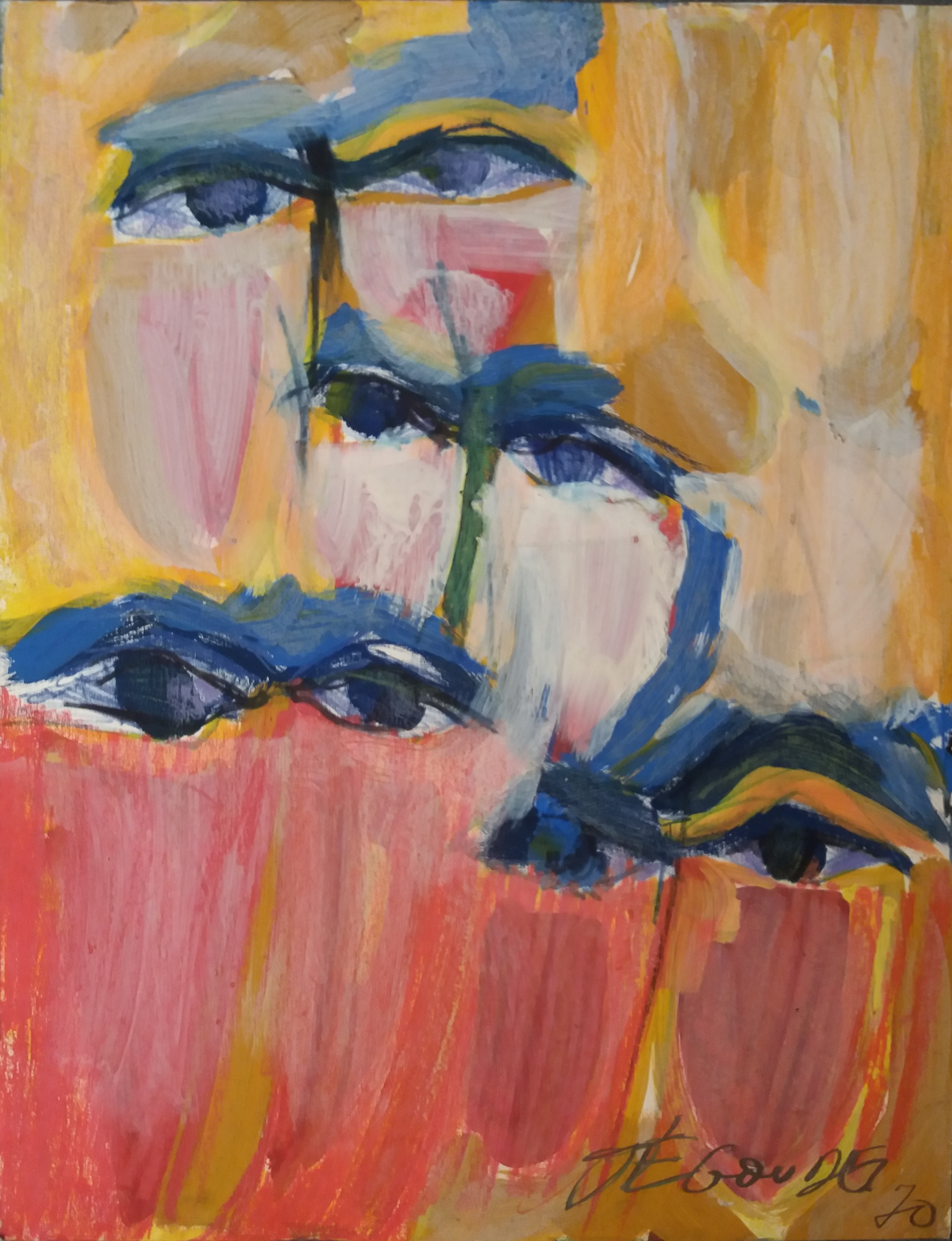
Geschminkte Augen, 1970
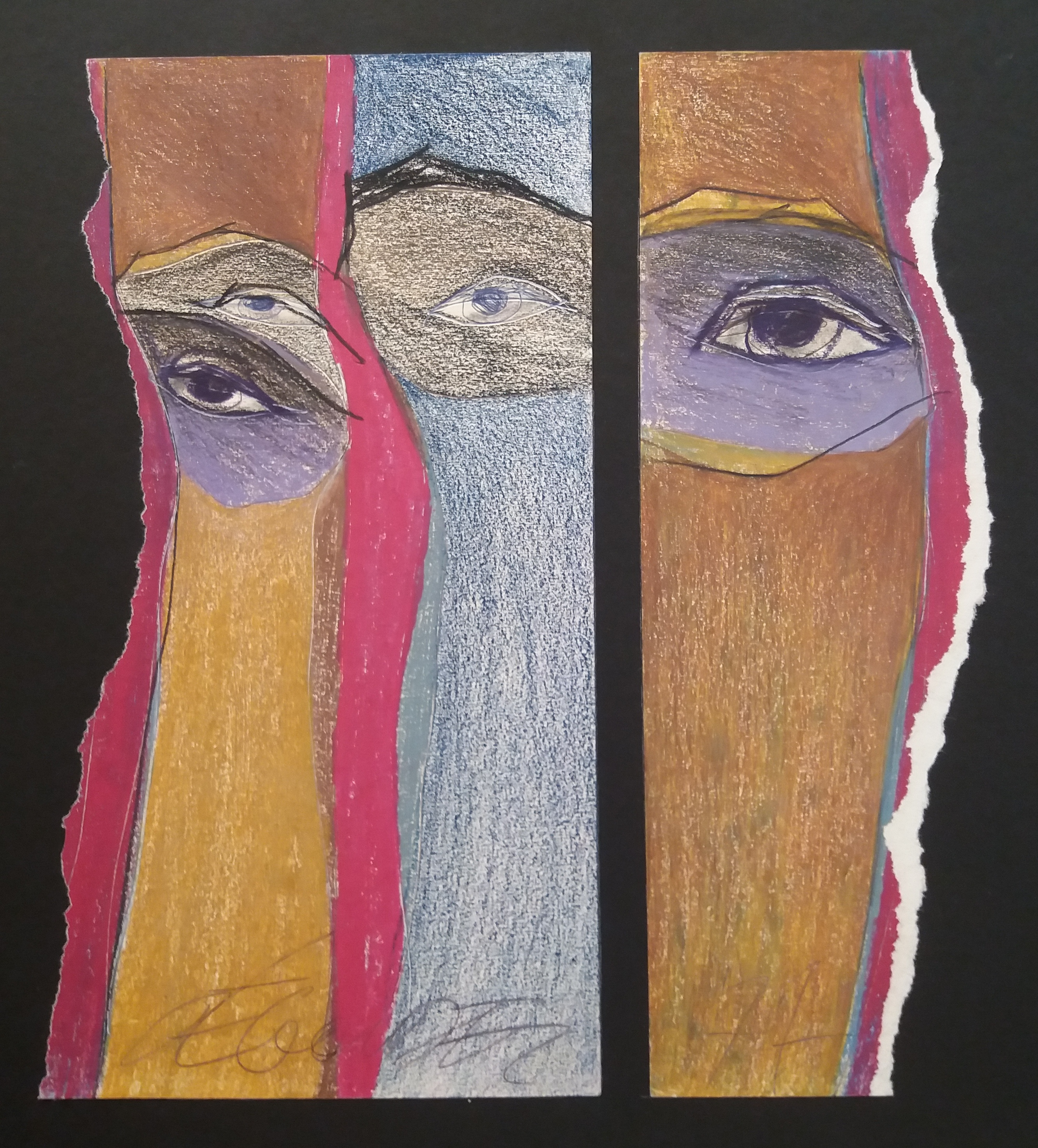
Zerrissene Augen, 1977
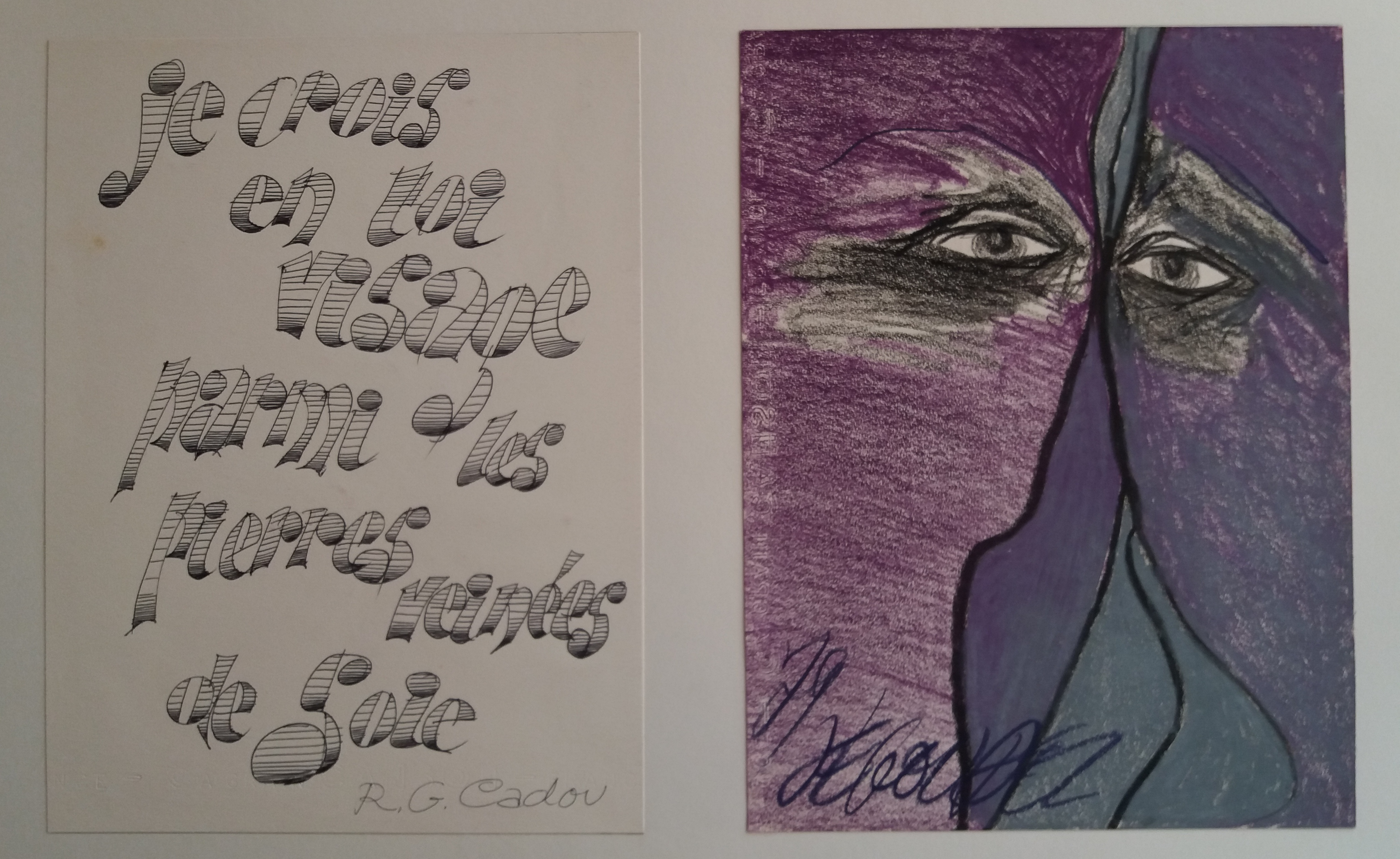
Ich glaube an dich, 1979